# Episodi di Arakawa Under the Bridge
Questa è la lista degli episodi dell'anime Arakawa Under the Bridge.

## Arakawa Under the Bridge
| Nº | Giapponese 「Kanji」 - Rōmaji | In onda        | In onda |
| Nº | Giapponese 「Kanji」 - Rōmaji | Giapponese     |         |
| 1  | 「1 ブリッジ」 - Ichi Burijji | 4 aprile 2010  |         |
| 1  | il giovane Kō ha sempre seguito fedelmente la ferrea tradizione di famiglia la quale gl'impone di non essere mai in debito con alcuno: il padre difatti gli ha inculcato fin dalla più tenere età che ogni cortesia o favore ricevuto va immancabilmente restituito. Durante il tentativo del ragazzo di recuperare i suoi pantaloni impigliatisi su uno dei pilastri del grande ponte, questi cadono trascinandolo giù nel fiume, dove viene salvato da una strana ragazza il cui nome pare essere Nino. L'essere in debito gli provoca una tremenda crisi d'ansia, risoltasi positivamente quando accetta di diventare il suo "amante", unico modo per Kō di ripagarla: difatti tutte le ricchezze (automobili, case etc) che gli propone, sembrano non interessare per nulla a Nino (la quale si considera una 'venusiana', del tutto felice e soddisfatta di vivere in quella condizione). Dopo aver scelto il giovane come fidanzato ufficiale, gli ingiunge però di rimanere a vivere con lei, come la condizione di 'amanti' richiede: passata una fredda nottata in mezzo agli spifferi di vento nella baracca di Nino, la mattina seguente il ragazzo viene condotto a far la conoscenza col 'sindaco' del villaggio, uno strano uomo vestito da capo a piedi con una tuta verde e una maschera che gli copre interamente il volto. Uscito dall'acqua, afferma d'essere un 'Kappa'; dopo aver ascoltato la sua storia, dà a Kō un nuovo nome ribattezzandolo Rec (diminutivo di recluta/recruit). In linea con la promessa stipulata, Kō si sente obbligato a stabilirsi in una stanza situata all'interno del pilastro centrale del ponte, che arreda nel modo migliore e più confacente possibile per le sue esigenze di erede d'una grande famiglia d'imprenditori. Fa presto conoscenza anche con le bizzarre abitudini di Nino, la quale cerca sempre i posticini più comodi e tranquilli per dormire. |                |         |
| 2  | 「2 ブリッジ」 - Ni Burijji | 11 aprile 2010 |         |
| 2  | Rendendosi presto conto che sta passando per la prima volta in vita sua del tempo da solo con una ragazza Kō pare estremamente imbarazzato, non riesce infatti a trovare un argomento di conversazione che possa interessare a Nino e la cosa lo rende problematicamente imbranato. Dopo aver veduto la ragazza farsi il bagno in riva al fiume dentro un grosso bidone, Kō viene introdotto alla conoscenza di certi altri membri di quell'allegra quanto stranissima comunità che si trova ad avere residenza in quel luogo; fa però una gran brutta impressione rivela d'essere l'amante di Nino. Incontra infine un omone grande e grosso armato fino ai denti e con una cicatrice sulla guancia vestito da suora chiamato da tutti "sister". |                |         |
| 3  | 「3 ブリッジ」 - San Burijji | 18 aprile 2010 |         |
| 3  | Hoshi, un uomo con la testa coperta da una grande stella gialla, vede un giorno Nino scendere la scaletta del pilastro del ponte dopo essere uscita di prima mattina in pigiama dalla stanza di Kō; preso da folle gelosia (anch'egli infatti, come molti altri della comunità, è innamorato di Nino) fa trascinare il ragazzo nel 'confessionale' di "Sister". Qui, davanti allo sguardo scrutatore della pseudo-suora (che ha la capacità di riconoscere immancabilmente se qualcuno mente) lo interroga sull'effettiva relazione che Kō ha con Nino. Il ragazzo ammette che deve ancora chiedere un appuntamento ufficiale a Nino e che "non hanno fatto ancora nulla": a questo punto Hoshi si ringalluzzisce e sfida Kō su chi tra loro due riuscirà per primo ad ottenere un incontro romantico con la bella fanciulla. Il fatto è però che Nino non ha neppure la più pallida idea di cosa sia un "appuntamento" e pertanto non capisce quel che vuole da lei Kō: dopo aver disdegnato gite in macchina, cene al ristorante e altre cose da ricchi, alla fine chiede all'amico di accompagnarla fino alla foce del fiume - cosa che ha sempre desiderato vedere - per seguire nel suo cammino la barca fatta di rametti ed erba che ha costruito e lasciato andare alla corrente. |                |         |
| 4  | 「4 ブリッジ」 - Yon Burijji | 25 aprile 2010 |         |
| 4  | Kō e Nino Hanno un percorso di almeno tre ore di cammino a piedi da fare lungo il sentiero ai bordi del fiume: il loro primo appuntamento! Il ragazzo cerca di trovare dei modi per far divertire la 'fidanzata'; infine, avendo scoperto che la barchetta fatta da Nino s'è impigliata in mezzo al fiume, Kō non ci pensa due volte a sfidare la corrente che rischia di trascinarlo via per liberarla. Tornati al ponte, fanno la conoscenza della piccola Stella, una bambina proveniente da un orfanotrofio e allevata da Sister; viene chiesto al ragazzo di badare a lei mentre gli altri non ci sono. Tuttavia, presto e a proprie spese Kō scoprirà che la ragazzina è una lottatrice fortissima e mentre stanno giocando a combattere lo mette KO in un battibaleno. In seguito Sister chiede al ragazzo d'accompagnarlo alla vicina fattoria per far compere: questa viene gestita da una donna affascinante di nome Maria la quale ha la caratteristica d'insultare gratuitamente ed in perfetta indifferenza le persone. Sister, che sembra incassare con molta bravura qualsiasi offesa, quando gli viene detto ch'è un essere "noioso" crolla a terra dallo choc. |                |         |
| 5  | 「5 ブリッジ」 - Go Burijji | 2 maggio 2010  |         |
| 5  | Dopo il ritorno dalla fattoria con Sister ancora sanguinante dalla cicatrice per gl'insulti subiti da Maria e trasportata quindi indietro da Kō sul carrettino che s'erano portati appresso, il ragazzo riesce ad ottenere alcune verdure da una giovane che coltiva l'orto in riva al fiume: si chiama P-ko ed è un tipo davvero esageratamente maldestro. Più tardi si svolge finalmente il party di benvenuto per Stella; ma durante i festeggiamenti appare evidente che fra tutti, proprio Kō è quello che non ha ancora trovato un suo compito da svolgere all'interno della comunità. Entrato subito in contrasto con Hoshi, che lo paragona ad un gigolò mantenuto, i due intraprendono una sfida musicale uno con la chitarra elettrica e l'altro col violino. |                |         |
| 6  | 「6 ブリッジ」 - Roku Burijji | 9 maggio 2010  |         |
| 6  | I due sfidanti si esibiscono davanti a tutti all'interno d'un piccolo teatro, ed il violino di Kō riesce ad aver il sopravvento facendo letteralmente sognare la bella Nino; ma la canzone creata lì per lì da Hoshi per 'immortalare' la propria sconfitta finisce con l'ottenere un enorme successo. In seguito al giovane tocca d'insegnare i primi rudimenti del nuoto ai due 'Metal Brothers', pur con le difficoltà causate dalle pesanti maschere di ferro indossate. Avendo notato l'ottimo lavoro che il fidanzato è riuscito a fare, Nino gli suggerisce che potrebbe benissimo essere l'insegnante ufficiale del villaggio. Anche il 'Sindaco' appena sopraggiunto e i fratellini sono entusiasticamente d'accordo, anche alla fin fine generalmente ignorano completamente quel che insegna loro. Incuriosito dall'idea d'instillare finalmente il buon senso a tutta la popolazione di Arakawa, Kō accetta il suo nuovo impiego di maestro. |                |         |
| 7  | 「7 ブリッジ」 - Nana Burijji | 16 maggio 2010 |         |
| 7  | Il novello insegnante inaugura la scuola sul prato in riva al fiume, ma solo Nino e i due fratelli si presentano puntualmente. Dopo un inizio abbastanza difficoltoso Kō prova a spiegar loro le scienze fisiche, ma la lezione viene interrotta bruscamente dal sopraggiungere di Stella con intenti distruttivi: alla fine riesce però a calmarla facendola interessare a certi progetti di studio. Più tardi, saputo che P-ko sta per ottenere la patente di guida (dopo aver già avuto quella che gli permette di andare in motocicletta) si preoccupa seriamente per l'incolumità di tutti i pedoni della città; intanto lei è riuscita a convincere il Capo Villaggio a cambiare taglio di capelli, ma subito dopo inizia a provare un certo qual senso di gelosia, pensando che a questo punto anche le altre ragazze possano innamorarsi di lui. Infine alcuni impiegati dell'azienda del padre lo scorgono dal parapetto del ponte. |                |         |
| 8  | 「8 ブリッジ」 - Hachi Burijji | 23 maggio 2010 |         |
| 8  | Takai e Shimazaki, due dipendenti della società personale di Kō, vanno a trovarlo nella sua nuova residenza sotto il ponte. All'inizio il ragazzo finge d'essere lì per un progetto e, volendo far apparire la situazione il più normale possibile chiede agli altri 'co-inquilini' di fingere di lavorare per una presunta società che produce energia dalla corrente del fiume: Nino però rifiuta di far la parte della segretaria e, al suo annuncio d'essere invece l'amante di "Riku", Takai s'ingelosisce. L'uomo a questo punto finisce per trasferirsi provvisoriamente nella stanza di Kō e, con la complicità di Hoshi comincia a far pressioni per conoscere l'autentico stato della relazione intercorrente tra Nino e il ragazzo; la giovane però sorprende tutti e improvvisamente bacia sulle labbra quello che ha subito considerato essere il proprio fidanzato. Vedendo ciò Takai affida il suo giovane padroncino a Nino e sollevato se ne va: congedatosi l'anziano impiegato, Hoshi in stato di choc salta nel fiume dichiarando d'essere una stella marina. Infine Shimazaki va ad informare di tutto Seki, il quale giura a se stesso di non lasciare permetter al figlio di trascinare il nome di famiglia nel fango. |                |         |
| 9  | 「9 ブリッジ」 - Kyū Burijji | 30 maggio 2010 |         |
| 9  | Hoshi continua ad essere fortemente depresso a seguito del bacio dato da Nino a Kō, finendo per essere trascinato in giro dalla piccola Stella che afferma di volere cucinare qualcosa per la sua Sister. Kō comincia a preoccuparsi per come la bambina potrebbe reagire se fosse venuta a conoscenza dell'attrazione provata da Sister nei confronti di Maria; quando Hoshi difatti si mette a parlarne Stella diventa furiosa e promette tremenda vendetta. Le due infine s'affrontano sulla riva del fiume, con somma agitazione di Kō, ma la bambina rimane sopraffatta dalla velocità ed abilità di Maria ed al termine dello scontro finiscono per diventar amiche. Il giorno seguente ad Hoshi capita di raccontare a Kō (che l'ha intravisto senza maschera dirigersi alla roulotte dove abita parcheggiata in mezzo al prato, di ritorno dalla città) della propria vita passata come "famoso musicista" primo allievo di John Lennon ed Elvis Presley, di come ha incontrato Nino e quando è giunto per la prima volta a coprirsi il volto con la stella gialla a 5 punte. |                |         |
| 10 | 「10 ブリッジ」 - Jū Burijji | 7 giugno 2010  |         |
| 10 | La tranquilla e serena giornata d'estate di Kō, sdraiato a leggere sul divano della sua stanza con la finestra aperta, è interrotta da un'esercitazione antincendio con Sister che ha appiccato veramente il fuoco su uno spiazzo delimitato della riva: la maniera di gestire il pericolo da parte della comunità dimostra a Kō ancora una volta tutta la loro stranezza ed originalità; nota inoltre con sorpresa il modo gentile con cui Sister tratta il Capo, nonostante il fatto che questi si dimostri un perfetto idiota. Nel frattempo Shimazaki prosegue a fornire dettagliate relazioni a Seki sul nuovo tipo d'esistenza scelta dal figlio; la mattina seguente il ragazzo scopre degli operai della società paterna che stanno facendo dei sopralluoghi nella zona, tutto il terreno è difatti appena stato acquistato per costruirci sopra. Kō corre immediatamente a mettere in guardia Sister e il Capo i quali però non sembrano propensi a prenderlo troppo sul serio o a preoccuparsi eccessivamente del fatto. Infine il ragazzo riceve un avviso da un funzionario del ministero, che gli chiede di lasciare la riva del fiume, oltretutto occupata abusivamente. |                |         |
| 11 | 「11 ブリッジ」 - Jū Ichi Burijji | 4 giugno 2010  |         |
| 11 | Kō capisce che l'improvviso interessamento del padre alla zona è dovuto a causa sua ed inizia a considerare seriamente la possibilità di lasciar Arakawa per il bene di tutti gli altri, ma Nino lo convince a rimanere: il giovane decide allora d'utilizzare la propria impresa per competere col padre, farsi assegnare i diritti di sfruttamento sul terreno ed ottener così la salvezza delle rive del fiume. Nel frattempo uno degli impiegati di Seki viene scambiato per Kō e 'travolto' da Nino e Stella. Il brillante piano del giovane viene però purtroppo bloccato quando i suoi imprenditori vengono a sapere che sta andando contro le direttive paterne: a Kō non rimarrebbe altro da fare che chiamare direttamente Seki, ma gli manca il coraggio. |                |         |
| 12 | 「12 ブリッジ」 - Jū Ni Burijji | 1º giugno 2010 |         |
| 12 | Kō ha troppa paura di telefonare al padre, allora a Maria viene la brillante idea di buttar giù dal ponte il ragazzo assieme ad Hoshi, così da permetter a Nino di esprimer il suo più intimo desiderio davanti a quelle due originali e particolarissime stelle cadenti. Ma in quello stesso preciso momento Seki riceve la notizia che il progetto di costruzione avviato dalla sua società è stato incomprensibilmente bloccato dal ministro; sconvolto decide d'andar lui stesso a visitar la zona. Appena giunto si viene a trovare in una situazione del tutto simile a quella occorsa al figlio, coi pantaloni che gli vengono strappati di dosso e gettati in cima ad uno dei pilastri del ponte. S'imbatte in Nino, che si offre d'aiutarlo, ma egli con sdegno rifiuta andandosene infine per la strada in mutande; la ragazza ha fatto però in tempo a fargli capire come il figlio sia cambiato in meglio da quando si trova assieme al suo gruppo. Più tardi Kō trova il coraggio finalmente di comporre il numero del padre, ma il telefono che si trovava nei pantaloni dell'uomo ora è nelle mani di Nino: mentre Nino risponde al telefono, sente le parole del ragazzo che afferma categoricamente di voler rimanere per sempre assieme a lei. |                |         |
| 13 | 「13 ブリッジ」 - Jū San Burijji | 8 giugno 2010  |         |
| 13 | Tutta la comunità di Arakawa va dal barbiere, gestito da un uomo conosciuto col nomignolo di "ultimo samurai"; Kō è inizialmente un po' preoccupato per come l'uomo potrebbe conciar i propri capelli, anche se subito dopo si sorprende alquanto nel notar come tutti taglino la corda quand'egli si appresta a tagliar i capelli alla Sister. In seguito s'imbatte in Billy e Jacqueline, un uomo con la testa da pappagallo e una ragazza vestita come un'ape. Cercando di trovar un compromesso tra i desideri di Stella e quelli dei Metal Brother's, Kō decide di costruire un parco di divertimenti lungo lo spiazzo d'erba che corre in riva al fiume esattamente al di sotto e ai lati del ponte; questo pur non essendo mai stato in vita sua in un parco giochi. Dopo 3 giorni i residenti hanno però costruito una specie di luna park per i bambini: uno strano parco pieno di attrazioni alquanto pericolose. Vedendo la gioia dei tre bambini, a Kō torna improvvisamente alla memoria l'unica volta in cui il padre lo ha accompagnato alle giostre, quand'era ancora un bambinetto. |                |         |

## Arakawa Under the Bridge x Bridge
| Nº | Giapponese 「Kanji」 - Rōmaji               | In onda          | In onda |
| Nº | Giapponese 「Kanji」 - Rōmaji               | Giapponese       |         |
| 1  | 「1 ブリッジ*2」 - Ichi Burijji Burijji     | 3 ottobre 2010   |         |
| 2  | 「2 ブリッジ*2」 - Ni Burijji Burijji       | 10 ottobre 2010  |         |
| 3  | 「3 ブリッジ*2」 - San Burijji Burijji      | 17 ottobre 2010  |         |
| 4  | 「4 ブリッジ*2」 - Yon Burijji Burijji      | 24 ottobre 2010  |         |
| 5  | 「5 ブリッジ*2」 - Go Burijji Burijji       | 31 ottobre 2010  |         |
| 6  | 「6 ブリッジ*2」 - Roku Burijji Burijji     | 7 novembre 2010  |         |
| 7  | 「7 ブリッジ*2」 - Nana Burijji Burijji     | 14 novembre 2010 |         |
| 8  | 「8 ブリッジ*2」 - Hachi Burijji Burijji    | 21 novembre 2010 |         |
| 9  | 「9 ブリッジ*2」 - Kyū Burijji Burijji      | 28 novembre 2010 |         |
| 10 | 「10 ブリッジ*2」 - Jū Burijji Burijji      | 5 dicembre 2010  |         |
| 11 | 「11 ブリッジ*2」 - Jū Ichi Burijji Burijji | 12 dicembre 2010 |         |
| 12 | 「12 ブリッジ*2」 - Jū Ni Burijji Burijji   | 19 dicembre 2010 |         |
| 13 | 「13 ブリッジ*2」 - Jū San Burijji Burijji  | 26 dicembre 2010 |         |